# سازمان ماهواره مخابراتی اروپا
سازمان ماهواره مخابراتی اروپا (اختصاری EUTELSAT IGO) یک سازمان دولتی بین‌المللی است که ۴۹ کشور عضو آن هستند. دفتر مرکزی آن در پاریس فرانسه است. کار سازمان ماهواره مخابراتی اروپا پاسداری از حق استفاده از بسامدهای رادیویی و موقعیت‌های مداری است که به طور جمعی از سوی اتحادیه بین‌المللی مخابرات به کشورهای عضو داده می‌شود. سازمان ماهواره مخابراتی اروپا بر کنش‌های شرکت سهامی خاص یوتل‌ست (اختصاری Eutelsat S.A.) نظارت می‌کند تا مطمئن شود که کنش‌های این شرکت با معاهده سازمان ماهواره مخابراتی اروپا سازگار است. سازمان ماهواره مخابراتی اروپا نقش فعالی در جامعه مخابراتی جهانی دارد و بازیگر کلیدی در بخش ماهوارههای بازرگانی است.

## تاریخ
سازمان ماهواره مخابراتی اروپا در سال ۱۹۷۷ (میلادی) به طور موقت توسط ۱۷ کشور اروپایی عضو کنفرانس اروپایی مدیریت مخابرات و پست پایه‌گذاری شد. آرمان آن تامین زیرساخت ماهواره‌ای برای کشورهای اروپایی برای خدمات مخابراتی گسترده بود. معاهده پایه‌گذار سازمان ماهواره مخابراتی اروپا در ژوئیه ۱۹۸۲ (میلادی) به امضا گذاشته شد و در ۱ سپتامبر ۱۹۸۵ (میلادی) اجرایی شد.
ماموریت اصلی سازمان ماهواره مخابراتی اروپا طراحی، توسعه، ساخت، عملیات، و نگهداری از بخش فضایی خدمات مخابرات همگانی در اروپا بود. سازمان ماهواره مخابراتی اروپا کار خود را با تامین ظرفیت بخش فضایی برای خدمات صوتی-تصویری و مخابراتِ پایه آغاز کرد و به تندی کار خود را به بخش خدمات تلویزیون دیجیتال، تلویزیون آنالوگ، آگاهی‌دهی رادیویی، مخابرات بازرگانی، ارتباطات چندرسانه‌ای، پیام‌رسانی و جانمایی در قاره‌های اروپا، خاورمیانه، آفریقا، آسیا، و آمریکا گسترش داد.
به دنبال خصوصی‌سازی بخش مخابرات در اروپا، اعضای سازمان ماهواره مخابراتی اروپا در مه ۱۹۹۹ (میلادی) تصمیم به بازسازی آن گرفتند. در ۲ ژوئیه ۲۰۰۱ (میلادی) همه دارایی‌ها، بدهی‌ها، و کنش‌های سازمان ماهواره مخابراتی اروپا به شرکت سهامی خاص یوتل‌ست منتقل شدند. شرکت سهامی خاص یوتل‌ست با همین آرمان در پاریس پدید آمد. با پذیرش همه کشورهای عضو، معاهده اصلی سازمان ماهواره مخابراتی اروپا، متمم اساس‌نامه شرکت سهامی خاص یوتل‌ست شد و از نوامبر ۲۰۰۲ (میلادی) تا زمان بی‌پایان، اجرایی شد.
بین سازمان ماهواره مخابراتی اروپا و شرکت سهامی خاص یوتل‌ست توافقی برای استفاده از نام EUTELSAT وجود دارد. هنگامی که نام یوتل‌ست با حروف بزرگ EUTELSAT یا به شکل EUTELSAT IGO نوشته می‌شود به منظور سازمان ماهواره مخابراتی اروپا و هنگامی که با حروف کوچک Eutelsat یا به شکل Eutelsat Group یا Eutelsat S.A. نوشته می‌شود به معنی شرکت سهامی خاص یوتل‌ست است. آرمان این کار، جلوگیری از اشتباه است.

## آرمان سازمان
از هنگام بازسازی سازمان ماهواره مخابراتی اروپا در سال ۲۰۰۱، ساختار، نقش، ماموریت، و کنش‌های آن تغییر کرده‌اند تا نمایانگر توسعه در زمینه‌های مقررات، فناوری، و بازار خدمات ماهواره-ثابت باشد.
آرمان پایه‌ای سازمان ماهواره مخابراتی اروپا اطمینان از این است که شرکت سهامی خاص یوتل‌ست، بر آرمان‌های پایه‌ای نوشته شده در بند ۳ معاهده متمم درباره تعهد به خدمات همگانی/جهانی، پوشش همه اروپا با سامانه ماهواره، نبود تبعیض، و رقابت عادلانه نظارت می‌کند. این کار نظارتی، اصولاً با مشارکت مسئول اجرایی هیئت مدیره شرکت سهامی خاص یوتل‌ست و شرکت مادر آن "یوتل‌ست کامیونیکیشنز" به عنوان عضو ناظر (سانسورچی) انجام می‌شود. مسئول اجرایی هیئت مدیره شرکت سهامی خاص یوتل‌ست در مقام عضو ناظر اجازه دستیابی به اطلاعات و ارائه عقیده، بدون حق رأی را می‌دهد.
سازمان ماهواره مخابراتی اروپا همچنین از استمرار حق استفاده از بسامدهای رادیویی بر پایه مقررات رادیویی اتحادیه بین‌المللی مخابرات برای بخش فضایی خود که به شرکت سهامی خاص یوتل‌ست منتقل شده اطمینان حاصل می‌کند.
دیگر کنش کلیدی سازمان ماهواره مخابراتی اروپا نظارت جاری بر سامانه تنظیم مقررات در کشورهای اروپایی و همکاری مستمر با دیگر سازمان‌های بین‌المللی است. سازمان ماهواره مخابراتی اروپا در هر سه جزء اتحادیه بین‌المللی مخابرات، مسئولیت اجرایی، و دبیرخانه که به طور منظم در کنش‌های اتحادیه بین‌المللی مخابرات و رویدادهای مربوط به سازمان شرکت می‌کند وضعیت یک سازمان بین‌المللی اداره‌کننده سامانه‌های ماهواره‌ای را دارد. از ژوئن ۲۰۰۸ (میلادی) تاکنون سازمان ماهواره مخابراتی اروپا در کمیته سازمان ملل در امور استفاده صلح‌آمیز از فضا وضعیت ناظر را دارد. مسئول اجرایی پیشین سازمان ماهواره مخابراتی اروپا عضو کمیسیون پهنای باند برای توسعه پایدار بود و سازمان همچنان فعالانه از کارهای این کمیسیون پشتیبانی می‌کند. گزارش سال ۲۰۱۷ (میلادی) درباره پهنای باند که در سپتامبر ۲۰۱۷ منتشر شد به مشارکت سازمان ماهواره مخابراتی اروپا در صنعت ماهواره اشاره کرد.
نشست‌های سه‌جانبه سالانه بین رئیس‌های سازمان ماهواره مخابراتی اروپا، سازمان بین‌المللی ارتباطات ماهواره‌ای، و سازمان بین‌المللی ماهواره‌های تلفنی برگزار می‌شوند که در آنها درباره منافع مشترک و توجه بیشتر به ابتکار عمل‌های مشترک گفتگو می‌شود. همچنین سازمان ماهواره مخابراتی اروپا در "مشترک‌المنافع منطقه‌ای" وضعیت ناظر دارد. در زمینه ارتباطات، مشترک‌المنافع منطقه‌ای، اتحادیه‌ای از چندین کشور پیشین عضو اتحاد جماهیر شوروی سوسیالیستی است که امروز استقلال یافته‌اند.

## ساختار
سازمان ماهواره مخابراتی اروپا از کنار هم آمدن کشورهای عضو کنوانسیون سازمان ماهواره مخابراتی اروپا پدید آمده که همواره هر دو سال یک‌بار گرد هم می‌آیند. دبیرخانه سازمان که بدنه اصلی سازماندهی این نشست‌ها است توسط مسئول اجرایی مدیریت می‌شود. مسئول اجرایی با قیمومت برای دوره چهار ساله گماشته می‌شود که کار او گرد هم آوردن و هماهنگی بین کشورهای عضو، نمایندگی قانونی سازمان در جهان و عضو ناظر در هیئت مدیره سازمان است.